# Riudarenes
Riudarenes (spanisch Riudarenas) ist eine katalanische Gemeinde mit 2.445 Einwohnern (Stand: 2024) in der Provinz Girona im Nordosten Spaniens. Sie liegt in der Comarca Selva. Die Gemeinde besteht neben dem namensgebenden Hauptort Riudarenes aus den Ortsteilen Argimon, L'Esparra, Montcorb.

## Geographie
Riudarenes liegt etwa 18 Kilometer südsüdwestlich von Girona und etwa 75 Kilometer nordöstlich von Barcelona in einer Höhe von ca. 85 m.

## Demografie
| 1900 | 1930 | 1950 | 1970 | 1981 | 1991 | 2001 | 2011 | 2021 |
| ---- | ---- | ---- | ---- | ---- | ---- | ---- | ---- | ---- |
| 1295 | 1227 | 1252 | 1115 | 1130 | 1108 | 1342 | 2183 | 2283 |

## Kultur und Sehenswürdigkeiten
- Martinskirche in Riudarenes
- Martinskirche in L'Esparra
- Marienkapelle der Burg von Argimon

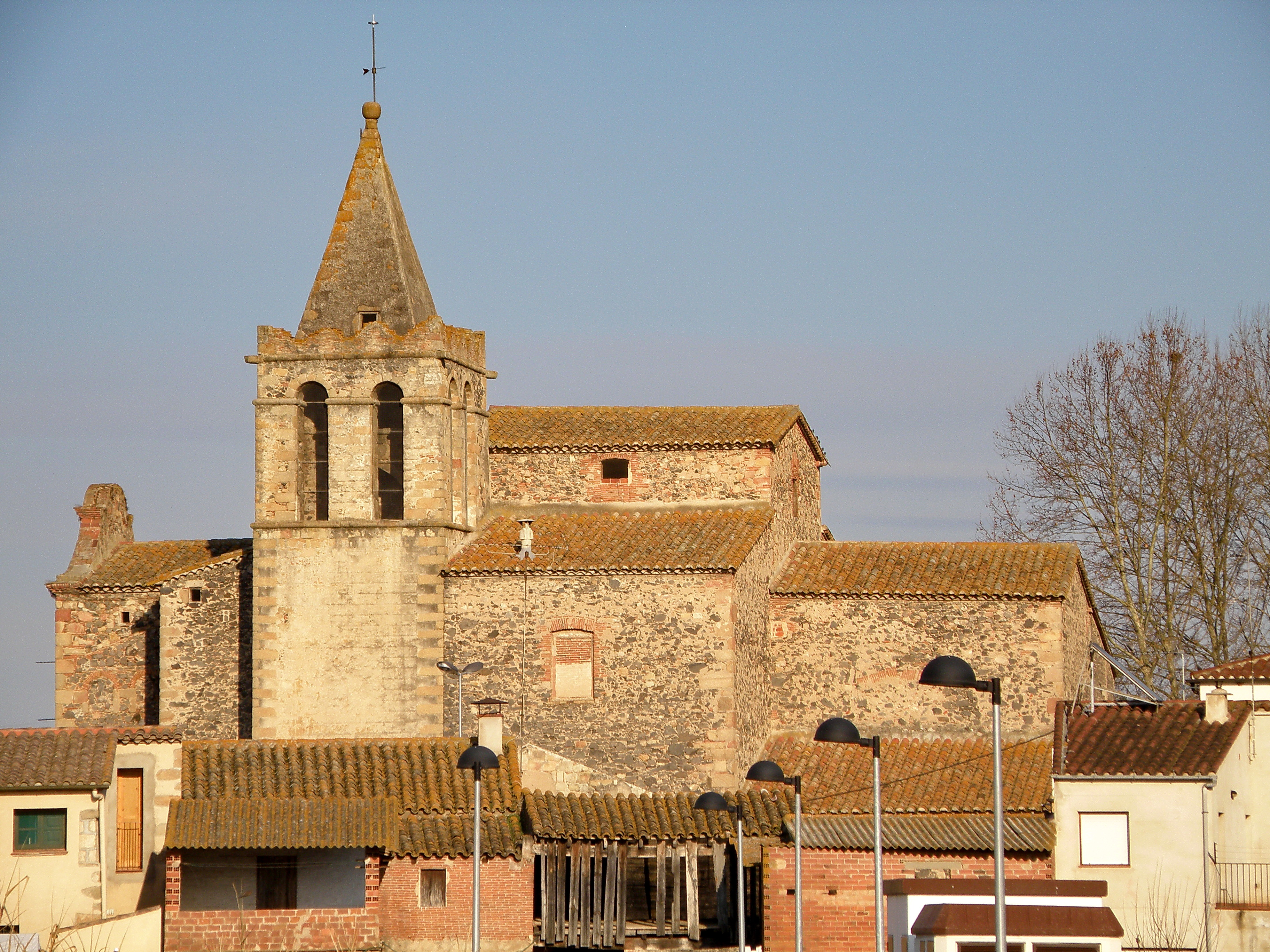
Martinskirche in Riudarenes
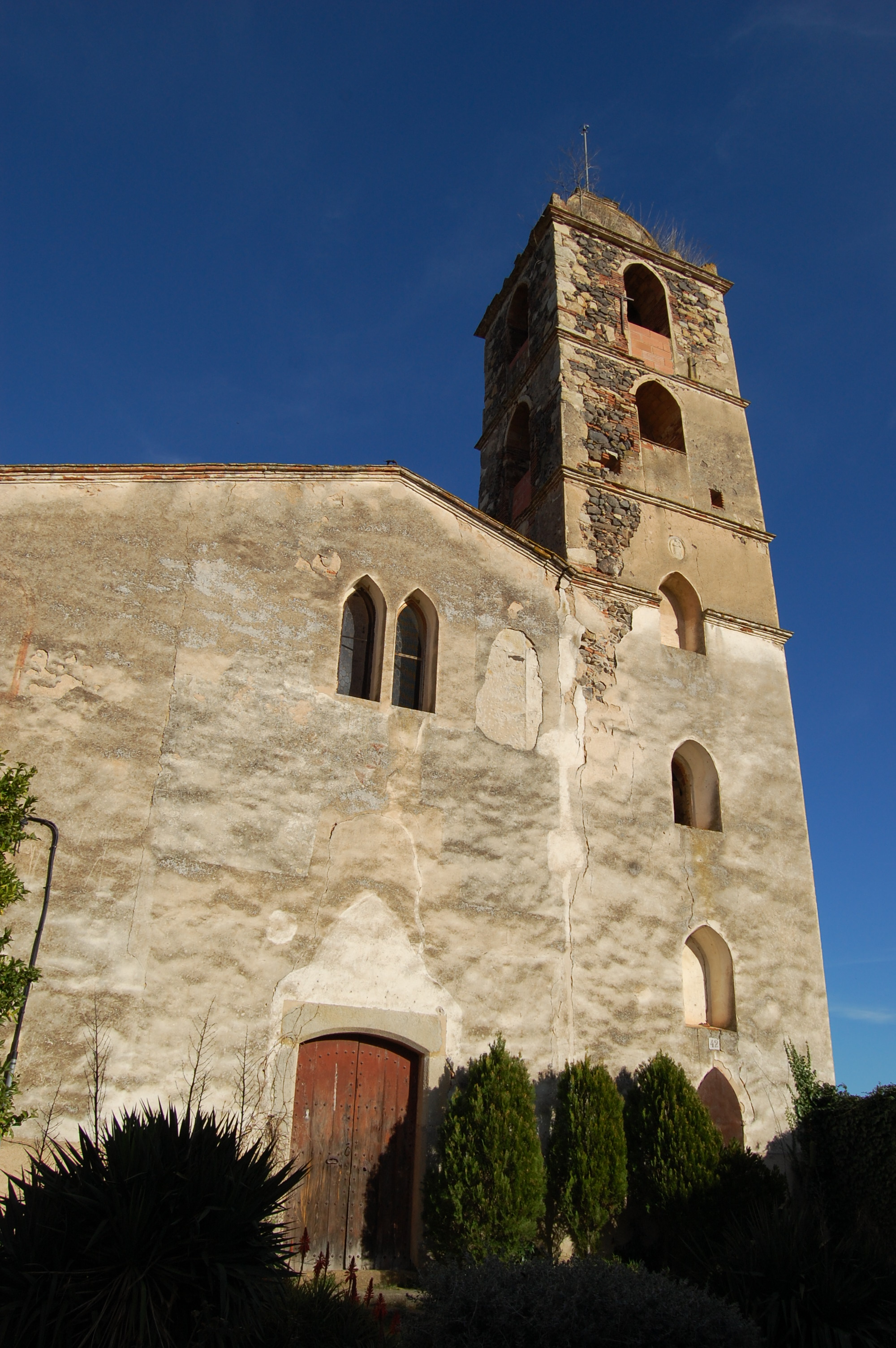
Martinskirche in L'Esparra
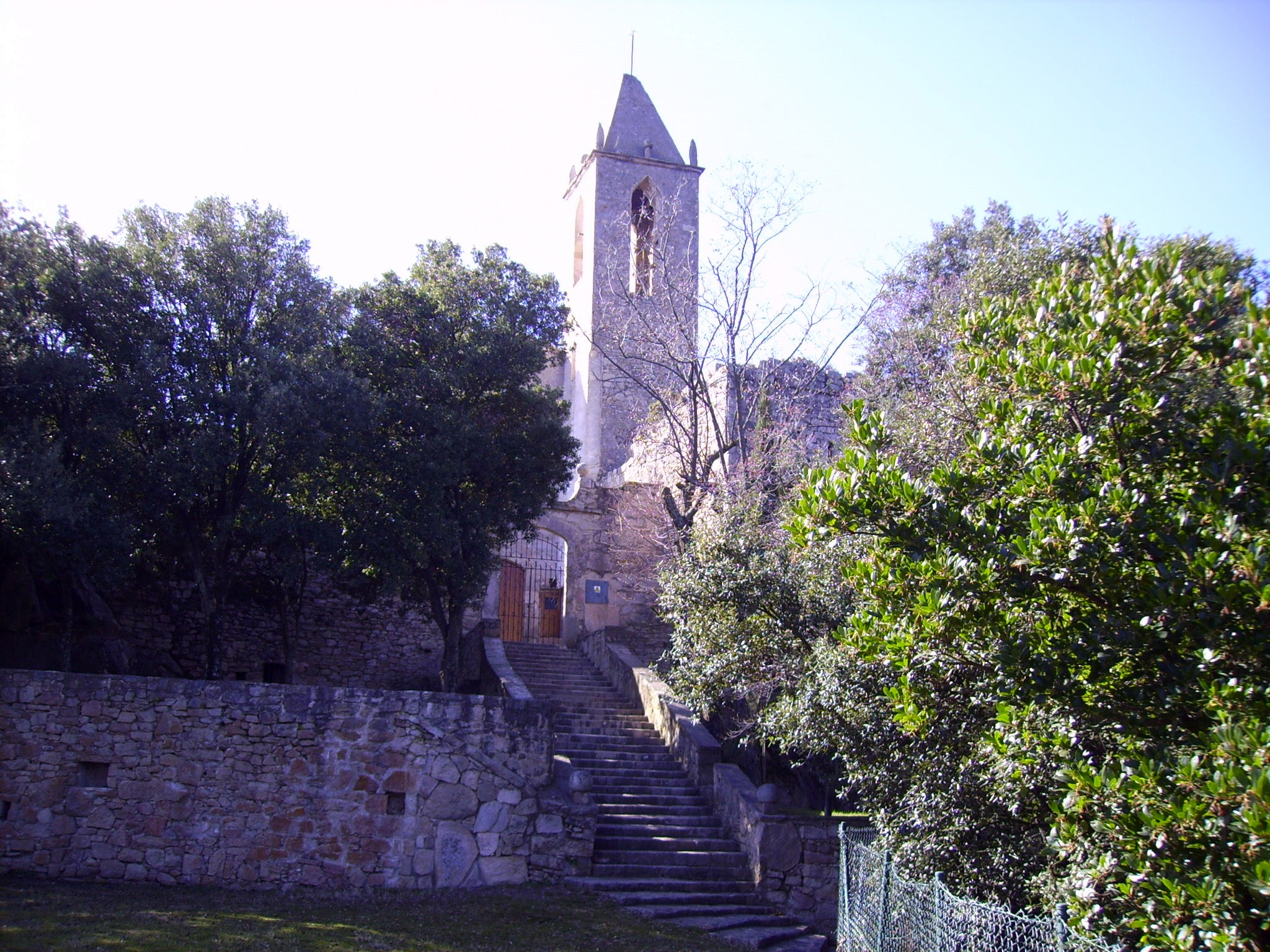
Marienkapelle der Burg von Argimon
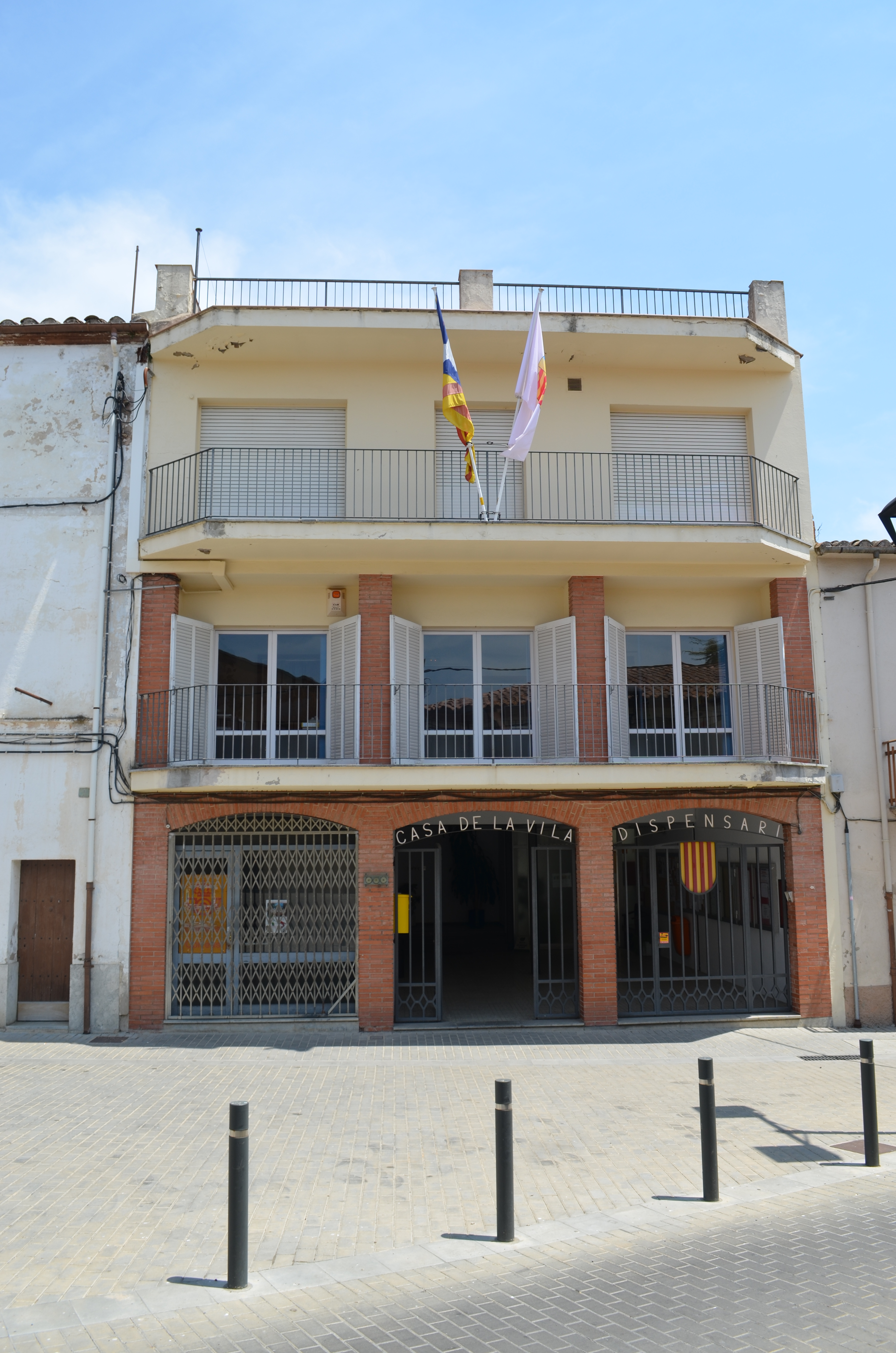
Rathaus

siehe auch: Liste der Kulturdenkmäler in Riudarenes

## Persönlichkeiten
- Prudenci Bertrana (1867–1941), Schriftsteller
- Iu Pascual i Rodés (1883–1949), Maler
- Gerard Deulofeu (* 1994), Fußballspieler